# Rivière Oreille
Pour les articles homonymes, voir Oreille (homonymie).
La rivière Oreille est un affluent du lac Chibougamau, coulant entièrement dans la ville de Chibougamau, en Jamésie, dans la région administrative du Nord-du-Québec, dans la province de Québec, au Canada.
Le cours de la rivière coule entièrement dans le canton de Roy.
Le bassin versant de la rivière Oreille est accessible par l’embranchement d’une route forestière (sens Est-Ouest) desservant le côté Nord du lac Chibougamau ; cette dernière est reliée à la route 167 qui dessert aussi le côté Sud du lac Waconichi et de la rivière Waconichi. Cette dernière route vient de Chibougamau, remontant vers le Nord-Est jusqu’à la partie Sud-Est du lac Mistassini.

## Géographie
Les principaux bassins versants voisins de la rivière Oreille sont :
- côté nord : lac Waconichi, lac Mistassini (baie du Poste), rivière Barlow ;
- côté est : rivière Nepton, rivière Nepton Nord, rivière France, rivière Boisvert, rivière du Chef, rivière Chonard ;
- côté sud : lac Chibougamau, rivière Armitage, rivière Énard ;
- côté ouest : rivière Natevier, rivière Blondeau, rivière Chibougamau, lac Chevrillon.

La rivière Oreille prend sa source à l’embouchure du lac Lemoine (altitude : 424 m) dans le canton de Roy. Cette source est située au nord de l’embouchure de la rivière Oreille avec le lac Chibougamau), au sud-est de la baie Route du Lac Waconichi et au nord-est du centre-ville de Chibougamau.
À partir de l’embouchure du lac Lemoine, la rivière Oreille coule sur environ 11 km, selon les segments suivants :
- vers le sud, puis l’Est dans le canton de Roy, jusqu’à la route 167 ;
- vers le sud-est, en traversant le lac Oreille (altitude : 395 m), jusqu’à son embouchure ;
- vers le nord-est, en traversant un lac non identifié (altitude : 401 m) jusqu’à sa décharge ;
- vers le sud, jusqu’à son embouchure[2].

La rivière Oreille se déverse sur la rive nord du lac Chibougamau dans la baie McKenzie. À partir de cette embouchure, le courant traverse cette baie vers le sud, emprunte le passage McKenzie qui est enjambé par un pont routier, avant le traverser vers le sud-ouest le lac Chibougamau en contournant l’île du Portage qui borne au nord-est le lac aux Dorés. Le lac Chibougamau est la source principale de la rivière Chibougamau.
À partir de l’embouchure du lac Chibougamau, le courant traverse le Lac aux Dorés, puis descend généralement vers le sud-ouest (sauf les grands S de la partie supérieure de la rivière) en empruntant la rivière Chibougamau, jusqu'à sa confluence avec la rivière Opawica. À partir de cette confluence, le courant coule généralement vers le sud-ouest par la rivière Waswanipi, jusqu’à la rive est du lac au Goéland. Ce dernier est traversé vers le nord-ouest par la rivière Waswanipi qui est un affluent du lac Matagami. Finalement le courant emprunte la rivière Nottaway pour se déverser dans la Baie de Rupert, au sud de la Baie James.
L’embouchure de la rivière Oreille située au nord-est du centre-ville de Chibougamau.

## Toponymie
Le toponyme « rivière Oreille » a été officialisé le 5 décembre 1968 à la Commission de toponymie du Québec, soit à la fondation de cette commission.